# Ulf Hielscher
Ulf Hielscher (* 30. November 1967 in Neubrandenburg) ist ein ehemaliger deutscher Bobfahrer. Er wurde 1995 Europameister und Weltmeister.
Ulf Hielscher war ursprünglich Hürdenläufer beim SC Neubrandenburg. Nachdem er keine größeren Erfolge erreicht hatte, wechselte er nach Oberhof zum Bobsport. 1994 wurde Ulf Hielscher Deutscher Meister im von Wolfgang Hoppe gesteuerten Viererbob mit Axel Kühn und Carsten Embach. Bei den Olympischen Spielen 1994 in Lillehammer war René Hannemann für Axel Kühn dabei. Hoppe, Hielscher, Hannemann und Embach erhielten die Bronzemedaille hinter den von Harald Czudaj und Gustav Weder gesteuerten Bobs. Im Jahr darauf siegten Hoppe, Hielscher, Hannemann und Embach sowohl bei der Europameisterschaft in Altenberg als auch bei der Weltmeisterschaft in Winterberg.
Für den Gewinn der Weltmeisterschaft im Viererbob erhielt er mit der Bobmannschaft das Silberne Lorbeerblatt.
Zweiter war jeweils der Österreicher Hubert Schösser mit seinem Team, Dritter jeweils Harald Czudaj. 1996 belegten Hoppe, Hielscher, Hannemann und Embach bei der Europameisterschaft in St. Moritz den zweiten Platz hinter Christoph Langen.